# Weneg (pharaon)
Weneg (hoặc Uneg), còn được gọi là Weneg-Nebty, là tên gọi khi lên ngôi của một vị vua Ai Cập, ông là một vị vua của Vương triều thứ Hai. Thời gian cai trị của vị vua này không được xác định rõ ràng, có lẽ vào khoảng năm 2740 TCN.

## Tên gọi
Tên gọi 'Weneg' thường được chấp nhận là một tên nebti -hay tên hiệu của vị vua khi lên ngôi. Tên của ông còn xuất hiện trong các dòng chữ viết bằng mực đen trên những mảnh vỡ làm từ đá cẩm thạch và trong những dòng chữ khắc trên những chiếc bình bằng đá phiến. Mười bảy chiếc bình tên ông hiện vẫn còn đến ngày nay; Mười một trong số đó được tìm thấy trong các căn phòng ngầm nằm bên dưới kim tự tháp bậc thang của vua Djoser ở Sakkara. Các nhà Ai Cập học như Wolfgang Helck và Francesco Tiradritti lập luận rằng tất cả các dòng chữ này đã thế chỗ những dòng chữ khác vốn tồn tại từ trước đó, có nghĩa là những cái tên ban đầu được ghi trên những chiếc bình này là hoàn toàn khác biệt.
Biểu tượng được sử dụng để viết tên của Weneg đã trở thành một chủ đề gây nhiều tranh luận giữa các nhà Ai Cập học cho đến ngày nay. Cái gọi là "hoa weneg" hiếm khi được sử dụng trong văn viết Ai Cập. Điều bí ẩn ở đây đó là bông hoa weneg thường nằm giữa sáu "vạch" theo chiều dọc, mỗi phía bên chồi hoa đều có ba nét. Ý nghĩa của những vạch này lại không rõ ràng. Sau khi Weneg băng hà, biểu tượng bông hoa của ông không còn được sử dụng lại cho đến triều đại của vua Teti (triều đại thứ sáu), khi mà nó được sử dụng trong các văn bản kim tự tháp của ông ta để nói đến vị thần "Weneg"- một vị thần của bầu trời và cái chết- được gọi là "Con trai của Ra" và "Người theo sau vị vua quá cố". Vì vậy, có vẻ như hoa weneg theo một cách nào đó có liên quan đến tập tục thờ cúng mặt trời và cái chết của người Ai Cập. Nhưng mà ý nghĩa thật sự của bông hoa như là tên của một vị vua vẫn chưa được biết đến.

## Danh tính
Kể từ khi tên của Weneg được các nhà Ai Cập học biết đến, các học giả đã cố gắng để so sánh tên nebty của Weneg với tên Horus tương ứng của các vị vua khác. Dưới đây là một số giải thuyết được đưa ra

### Weneg chính là Hor-Nebre (hay Raneb)

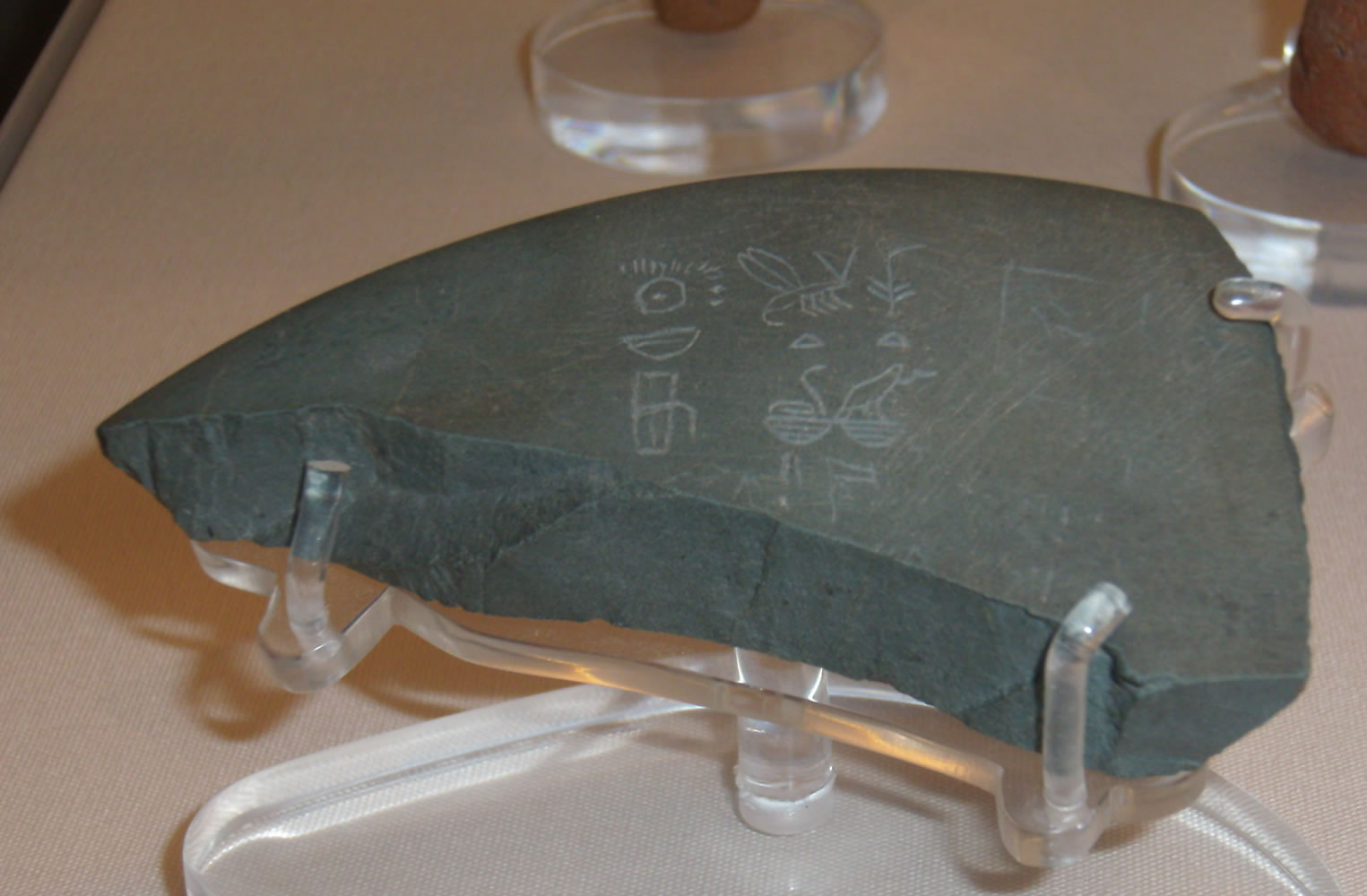
BM EA 35556, Mảnh bình đá được Jochem Kahl dùng để đồng nhất Weneg với Raneb.

Nhà Ai Cập học Jochem Kahl lập luận rằng Weneg chính là vua Raneb, vị vua thứ hai của triều đại. Ông ta căn cứ vào một mảnh vỡ từ chiếc bình làm từ đá mác ma, được tìm thấy trong ngôi mộ của vua Peribsen (một vị vua sau này của triều đại thứ hai) tại Abydos. Ông ta tin rằng là đã tìm thấy dấu vết của hoa weneg bên dưới tên của vua Ninetjer. Phía bên phải tên của vua Ninetjer có vẽ một phần hình ảnh ngôi nhà Ka của vua Raneb. Kết nối hoàn chỉnh những điều này đã khiến Kahl đi đến kết luận rằng hoa weneg và tên của Raneb có mối liên hệ với nhau và vua Ninetjer đã cho ghi đè lên những dòng chữ này. Kahl cũng chỉ ra rằng vua Ninetjer đã viết tên của ông ta theo kiểu đối xứng, và vì thế nó nằm ở phía đối diện với tên của Raneb. Giả thuyết của Kahl hiện vẫn đang nằm trong sự tranh cãi bởi vì những dòng chữ khắc trên bình đá này bị hư hỏng nặng và do đó dẫn đến nhiều cách giải thích khác nhau.

### Weneg chính là Hor-Sekhemib-Perenmaat
Các nhà Ai Cập học như Nicolas Grimal, Wolfgang Helck và Walter Bryan Emery đồng nhất Weneg với vua Sekhemib-Perenmaat cùng với tên gọi là Wadjenes theo cách gọi dưới thời Ramesses. Giả thuyết của họ dựa trên giả định rằng Sekhemib và Seth-Peribsen là hai vị vua khác nhau và cả hai đều là những vị vua kế vị trực tiếp của vua Ninetjer. Nhưng giả thuyết này thì lại không được chấp nhận rộng rãi, bởi vì những vết dấu triện bằng đất sét của Sekhemib lại được tìm thấy trong ngôi mộ của vua Khasekhemwy, vị vua cuối cùng của triều đại thứ hai. Điều này khiến cho triều đại của Sekhemib có niên đại gần với triều đại của Khasekhemwy, trong khi theo bản danh sách vua thời Ramesses thì tên gọi "Wadjenes" được đặt gần đầu triều đại thứ hai.

### Weneg là một vị vua độc lập
Các nhà Ai Cập học khác như Peter Kaplony và Richard Weill lại tin rằng Weneg là một vị vua riêng biệt. Họ cho rằng Weneg đã kế vị Ninetjer và ông được gọi là "Wadjenes" trong danh sách vua dưới thời Ramesses. Giả thuyết của họ trước hết là dựa trên lý thuyết được chấp nhận rộng rãi đó là các ký lục thời Ramesses đã thay thế biểu tượng hoa weneg bằng biểu tượng thân cây cói giấy, khiến cho nó được đọc thành "Wadjenes". Thứ hai, giả thuyết của Kaplony và Weill còn dựa vào những dòng chữ khắc trên tấm bia đá Cairo. Họ tin rằng cái tên "Wenegsekhemwy" vẫn được giữ nguyên trong hàng thứ ba các sự kiện năm. Tuy nhiên giả thuyết này cũng không được chấp nhận rộng rãi, bởi vì tấm bia đá Cairo đã bị hư hỏng nặng và các vết chữ tượng hình rất mờ vì thế nó có nhiều cách giải thích khác nhau.

## Vương triều
Có ít thông tin về triều đại của Weneg. Những dòng chữ khắc trên các bình chậu có nhắc đến tên của ông chỉ là các ghi chép về các sự kiện mang tính nghi lễ, chẳng hạn như "nâng các cột trụ của thần Horus". Ngày lễ này thường được ghi chép lại trên các bình chậu dưới thời Ninetjer, điều này có lẽ khiến cho Weneg nằm gần với vị trí của Ninetjer trong biên niên sử.
Độ dài triều đại của Weneg chưa được biết rõ. Nếu ông thực sự là vua Wadjenes thì có lẽ ông đã cai trị (theo bản danh sách vua Turin) tới 54 năm. Còn nếu Weneg thực sự là vị vua "Tlas" được nhà sử học Manetho nói đến, thì có lẽ ông đã trị vì trong 17 năm. Tuy nhiên các nhà Ai Cập học ngày nay đều nghi ngờ về tính chính xác của cả hai giả thuyết trên và cho rằng chúng là sự nhầm lẫn hoặc phóng đại. Nếu Weneg thực sự là một vị vua khác như Richard Weill và Peter Kaplony tin tưởng, thì có thể ông đã cai trị trong vòng 12 năm, điều này tùy thuộc vào quá trình phục dựng lại những khắc khắc trên tấm bia đá Cairo.